# Kulen (Berg)
Der Kulen (norwegisch für Beule) ist ein vorspringender Berg im ostantarktischen Königin-Maud-Land. Im Borg-Massiv ragt er auf der Nordwestseite des Jøkulskarvet auf. 
Norwegische Kartographen, die den Berg auch deskriptiv benannten, kartierten ihn anhand geodätischer Vermessungen und Luftaufnahmen der Norwegisch-Britisch-Schwedischen Antarktisexpedition (1949–1952).